# Huaycán de Pariachi
La Zona Arqueológica Monumental Huaycán de Pariachi (ZAMHP) se encuentra 20 km al este de la ciudad de Lima, capital de Perú. Está situada inmediatamente al noroeste de la Comunidad Autogestionaria de Huaycán, en el distrito de Ate, en la ciudad de Lima, capital del Perú. Ubicada a 550 m.s.n.m. (región Yunga) y al pie de estribaciones andinas al sur del río Rímac (antes llamado, en este sector, río Mama).  
Fue declarada Patrimonio Cultural de la Nación el 10 de octubre del año 2000, mediante Resolución Directoral Nacional n.º 1189 del entonces Instituto Nacional de Cultura, hoy Ministerio de Cultura. Los Petroglifos de Huaycán están ubicado a 5 km de distancia de Huaycán de Pariachi.

## Cronología

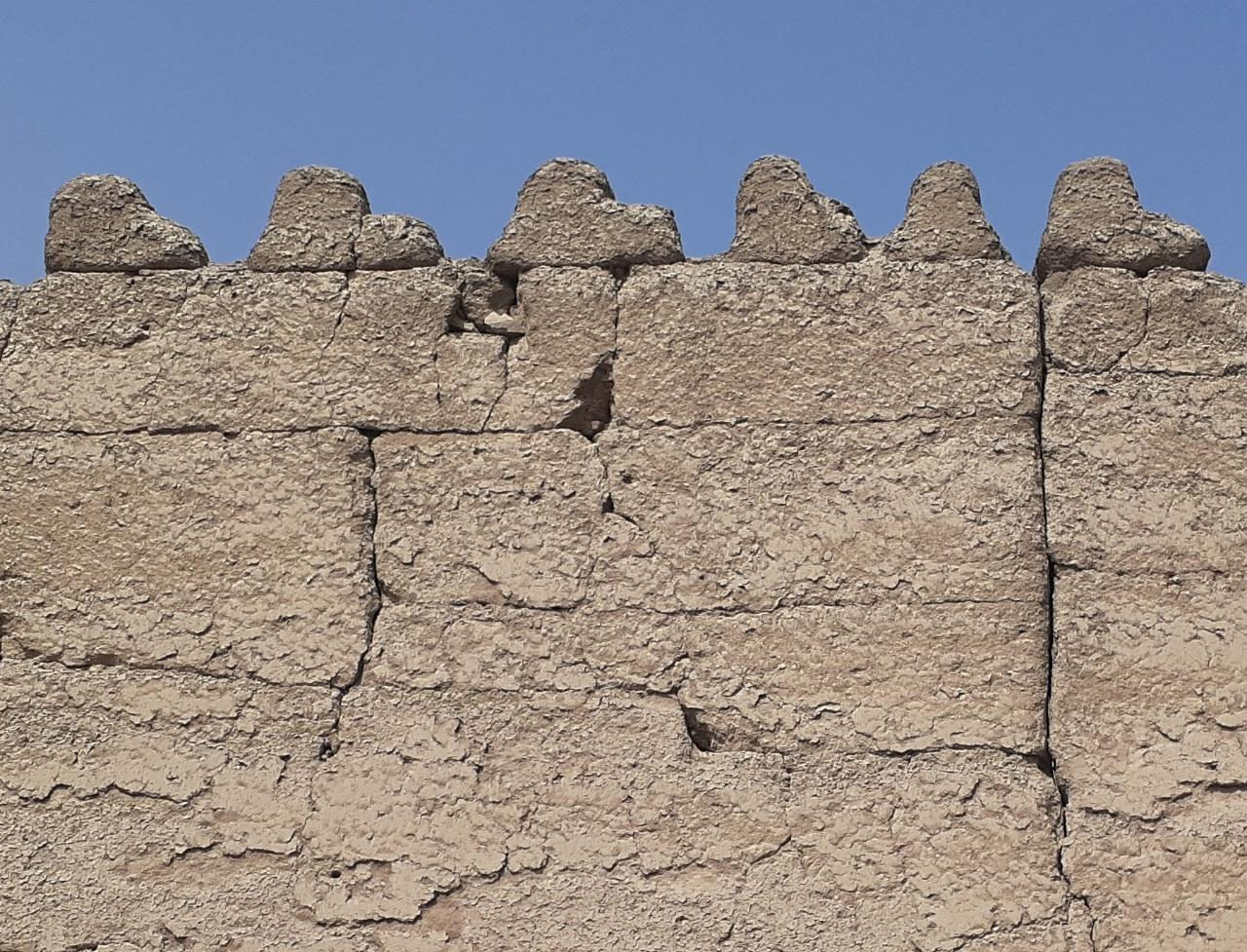
Muro almenado

Aunque su antigüedad, muy probablemente, se remonta al Periodo Precerámico, los pocos estudios realizados han confirmado ocupaciones Ichma (Periodo Intermedio Tardío) e Inca (Horizonte Tardío). En sus 3 sectores, la ZAMHP ocupa 60 hectáreas aproximadamente; sin embargo, la mayor parte de las visitas se concentran en la única estructura restaurada: el Palacio (Sector 1).
La Zona Arqueológica Monumental Huaycán de Pariachi fue declarada Patrimonio Cultural de la Nación el 10 de octubre del año 2000, mediante Resolución Directoral Nacional n.º 1189 del Instituto Nacional de Cultura.

## Descripción
Antes de la conquista española, la ZAMHP fue uno de los principales centros administrativos del valle medio del Rímac y de la cultura Ichma. Durante el Periodo Intermedio Tardío (900–1450 d. C.), los Ichma tuvieron en ella una presencia local muy importante, que duró hasta el Horizonte Tardío (1450-1532 d. C.), cuando los incas arribaron a la costa central y los asimilaron.
Se divide en 3 sectores.

### Sector 1

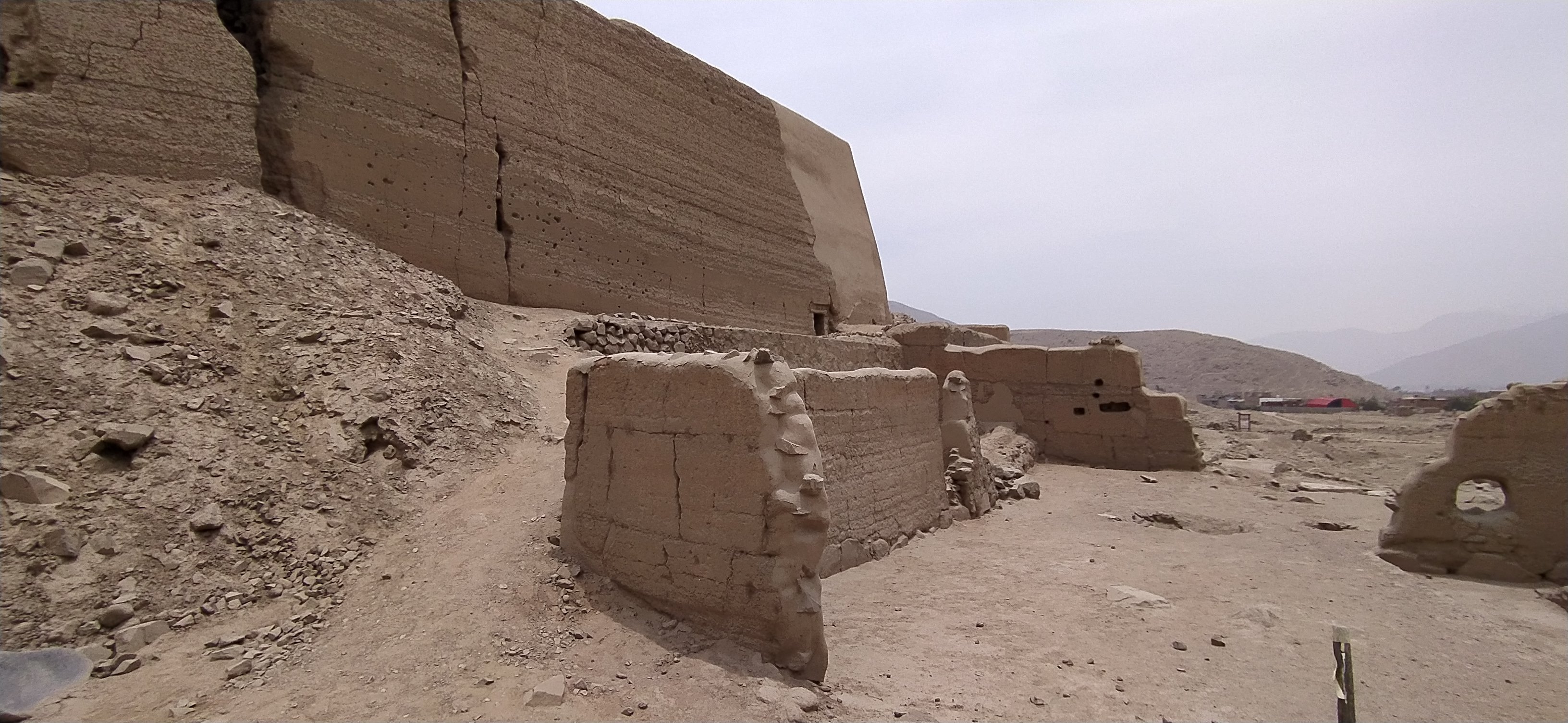
Restos de muros

El Sector 1 es el mayor y corresponde a los restos de una antigua población o llaqta (Pariacha, según el Manuscrito de Huarochirí). Este sector posee, a su vez, dos zonas: espacios utilizados como residencias de la élite (Palacios; uno de ellos restaurado) y espacios destinados a otros usos (doméstico, industrial y ritual).
Arquitectónicamente, El Palacio restaurado está construido mediante 2 técnicas: muros de tapial y muros hechos con piedra y barro. Comprende numerosos ambientes: patios, áreas abiertas con banquetas, rampas, hornacinas (no confundir con nichos excavados en algunos muros; pues hubo un uso funerario de los mismos en la época colonial a republicana), así como numerosas collqas (depósitos circulares profundos, algunos en forma de botija) que se utilizaron para almacenar alimentos. 
La distribución de ambientes y estructuras sugiere que este edificio de élite estuvo dividido en 2 áreas: un área administrativa, caracterizada por las collqas (lado este del conjunto) y un área residencial de acceso restringido (lado sur oeste del conjunto). En ambos sectores existe estructuras subterráneas cuadrangulares (galerías) cuyo uso puede haber sido funerario (depósito de los mallquis -- fardos funerarios con momias de ancestros de élite).
Por fuera de este palacio, el Sector 1 presenta estructuras cuyas funciones aún no han sido esclarecidas; sin embargo, muchas de ellas han tenido, tal vez al final del periodo prehispánico y de transición, un uso funerario. Por esta razón, y por el lamentable efecto del huaqueo, en algunas zonas se observa en superficie huesos humanos y animales junto con fragmentos de textiles, restos de maíz y copos de algodón nativo. Al pie de los cerros que rodean al Sector 1 hacia el sur y el oeste, se observa estructuras a manera de andenes, pero que funcionaron como secaderos (terrazas para la deshidratación de vegetales por la irradiación solar). En ellos, vegetales como el ají o la coca, cultivados localmente, se transformaban en insumos adecuados para su almacenamiento, transporte y/o uso como ofrendas rituales.

### Sector 2
En el Sector 2 (frente al ingreso principal) se observa un segmento de camino elevado amurallado. Este camino fue parte de la red que en el Horizonte Tardío conformó el Qhapaq Ñan. Conectó a Pariacha con otros centros administrativos del valle como San Juan de Pariachi, Huanchihuaylas (actual Santa Clara), Mama (actual Ricardo Palma) y, a través del abra de la quebrada Molle, con Huaycán de Cieneguilla y el camino principal del Qhapac Ñan Hatun Xauxa-Pachacamac, en el valle del río Lurín.

### Sector 3
El Sector 3 se encuentra separado de los 2 sectores anteriores, 1 km al oeste del ingreso al Sector 1. Cuenta con una extensión de 18 hectáreas dentro de un perímetro de 553 m, al lado del AA. HH. Horacio Zevallos. Presenta recintos con muros de tapial, aunque en mal estado.

## Restauración e investigaciones

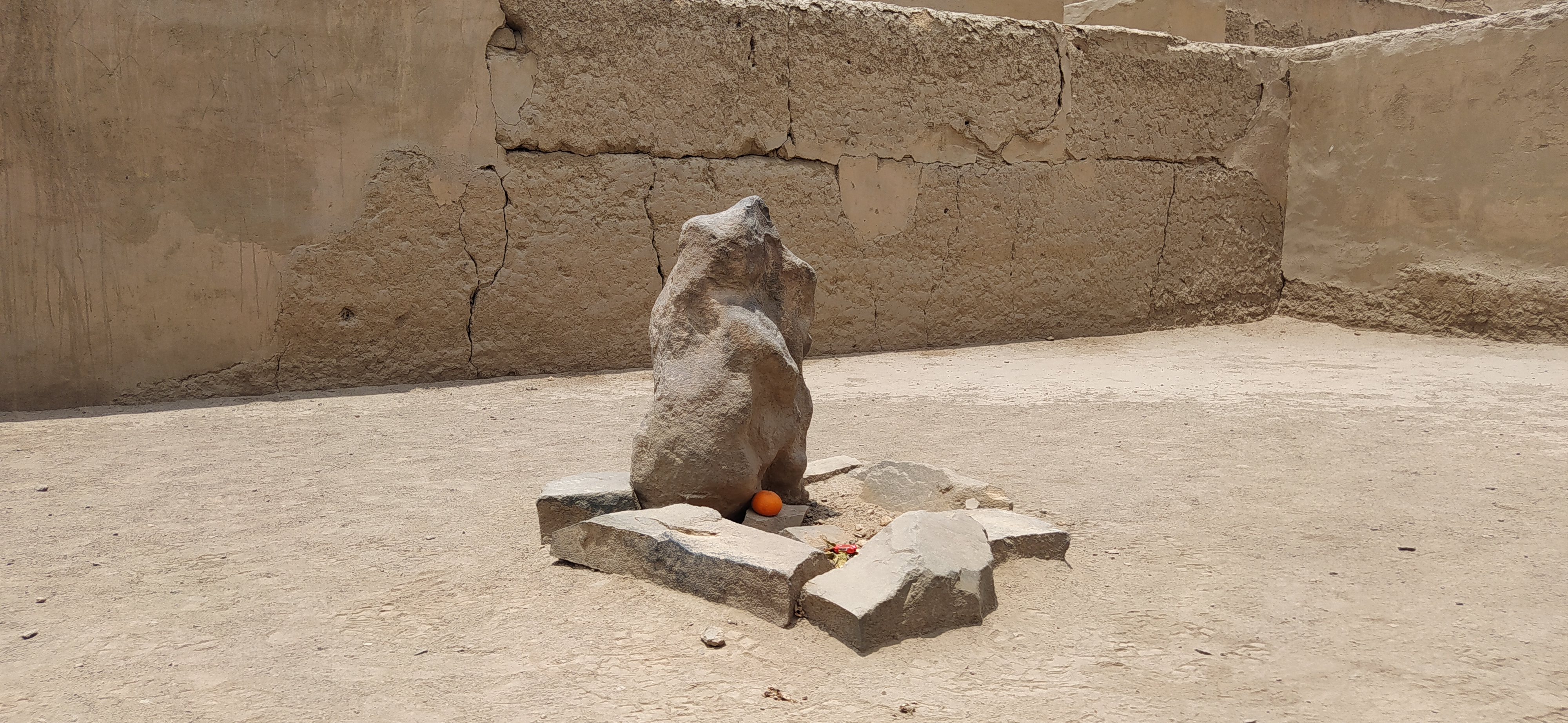
Una huanca en Huaycán de Pariachi

A pesar de su extensión e importancia en el desarrollo cultural de la zona, la ZAMHP no ha sido investigada de manera exhaustiva. Sin embargo, numerosos arqueólogos han visitado el lugar, incluyendo al Dr. Julio C. Tello en, aproximadamente 1943. Las principales actividades realizadas incluye:
- Trabajos de restauración y conservación dirigidas por el Dr. Arturo Jiménez Borja en el edificio principal -- El Palacio -- alrededor de 1970.

- Prospecciones arqueológicas solicitadas por la Comunidad Urbana Autogestionaria de Huaycán -- CUAH -- ante el INC en 1985, lo cual ayudó a delimitar su área intangible.

- Proyecto de Investigación Arqueológica / Proyecto de Inversión Pública del Ministerio de Cultura del año 2015, dirigido por los arqueólogos María Fe Córdova y Alcides Álvarez Vera.

## Flora y fauna
Algunas especies nativas identificadas que viven en la zona Huaycán de Pariachi son:

### Especies animales
Sobresalen las especies más visibles:
- Aves: Aguilucho, gallinazo, halcón peregrino (Falco peregrinus), cernícalo (Falco sparverius), chotacabras (Chordeiles acutipennis), lechuza del desierto, huerequeque (Burhinus superciliaris), cuculí (Zenaida meloda) y tortolita (Columbina cruziana).
- Reptiles: Lagartija de las lomas, gecko de las huacas (Phyllodactylus sentosus), gecko de las lomas (Phyllodactylus lepidopygus), gecko del desierto, lagartija cola modesta (Stenocercus modestus), culebrita ciega, culebra corredora elegante.

Entre los mamíferos, existe evidencia de la presencia de ratones de campo.

### Especies vegetales
- Árboles: Huarango (Prosopis pallida), molle (Schinus molle), faique (Acacia macracantha), palo verde (Parkinsonia aculeata).
- Arbustos: Lucraco, tabaco silvestre, tara (Caesalpinia spinosa).
- Herbáceas: Achupaya, grama salada, verdolaga.

Para la conservación del ecosistema se considera importante recuperar el uso del canal de regadío periférico a la zona monumental. Particularmente se debe enfatizar la recuperación de los cactus, entre ellos la Neoraimondia arequipensis subespecie roseiflora, gran cactus arborecente que dominó la Quebrada de Huaycán hasta 1984 y que se caracteriza por servir de ‘nodriza’ a otras especies vegetales y animales.
Otros de los cactus que deberán protegerse y propagarse dentro de la ZAMHP incluyen a los cactus nativos de Lima:
- Haageocereus pseudomelanostele, H. acranthus.
- Mila caespitosa, M. nealana.
- Cleistocactus xylorhizus, C. acanthurus.
- Armatocereus procerus.

## Estado actual
Estado de conservación es regular. Presenta problemas de invasión en el Sector 1 y también un uso no autorizado como botadero de desmonte y deshechos (sector Estadio). 
Huaycán de Pariachi tiene un PIP en curso -- detenido por la pandemia de COVID-19 -- que contempla restauración de algunos elementos dañados de su arquitectura, la mejora del circuito de visitas, con señalización y uso de paneles explicativos, así como la construcción de un cerco perimétrico que permitirá brindar al monumento condiciones mínimas de seguridad. 
Actualmente no se permite la visita a la ZAMHP debido a la pandemia, hasta que se determine un protocolo adecuado.
Normalmente, las visitas se han realizado, de manera gratuita cada primer domingo del mes y de modo independiente mostrando el DNI en la garita de vigilancia (no recomendable) de martes a domingo de 9 A.M. a 4 P. m. o coordinando con guías profesionales (Museo de Puruchuco) o con guías/orientadores voluntarios de la comunidad de Huaycán (Huaycán Cultural y Huaycán Turístico, Puntos de Cultura reconocidos por el Ministerio de Cultura).